# Омар Хавсави
Омар Ибрахим Омар Отман Хавсави (арап. عمر هوساوي, романизовано Omar Ibrahim Omar Othman Hawsawi; Ријад, 27. септембар 1985) професионални је саудијски фудбалер који игра у одбрани на позицији центархалфа.

## Клупска каријера
Највећи део каријере Хавсави је провео у редовима екипе Ал Наср из Ријада за који игра од 2011. и са којим је освојио две титуле националног првака.

## Репрезентативна каријера
За сениорску репрезентацију Саудијске Арабије дебитовао је 9. септембра 2013. у пријатељској утакмици са селекцијом тринидада и Тобага. Прво велико такмичење на ком је наступио је наступио било је Првенство Азије 2015. где је одиграо све три утакмице групне фазе.
Био је део националног тима и на Светском првенству 2018. у Русији где је одиграо једну утакмицу, и то дуел првог кола групе А против Русије 20. јуна (Саудијци су поражени резултатом 0:5). 

## Успеси и признања
ФК Ал Наср
- Првенство С. Арабије: 2013/14, 2014/15.
- Куп престолонаследника: 2013/14.